# 西坎尼人
西坎尼人（英語：Sicani，或译为西坎人、西卡尼人）是在腓尼基和古希腊殖民者到达西西里之前的三个西西里史前民族之一。